# Magnus III de les Òrcades
Magnus III (1256-1273) fou Earl de Caithness i de les Òrcades. Era fill de Gilbert, Earl de les Òrcades, i net de Magnus II, Earl de les Òrcades.
Les provocacions escoceses contra els vassalls noruecs a les Hèbrides van portar a Håkon IV de Noruega a emprendre una expedició punitiva per tal de refermar la seva sobirania sobre els seus dominis insulars occidentals. Magnus fou convocat a Bergen i posat al capdavant d'una part de la flota noruega que navegà cap a les Shetland i les Òrcades per enfortir-se. Després de la batalla de Largs, el rei Håkon IV, envellit i cansat, decidí passar l'hivern a les Òrcades on morí el 1263. El Tractat de Perth, signat el 1266, entre Escòcia i el nou rei de Noruega, Magnus VI, finalitzà el conflicte i mantingué la sobirania noruega sobre les Òrcades.
La mort de Magnus es registra l'any 1273 als "Annals d'Islàndia". El succeí el seu fill gran Magnus Magnusson.